# Terrorisme

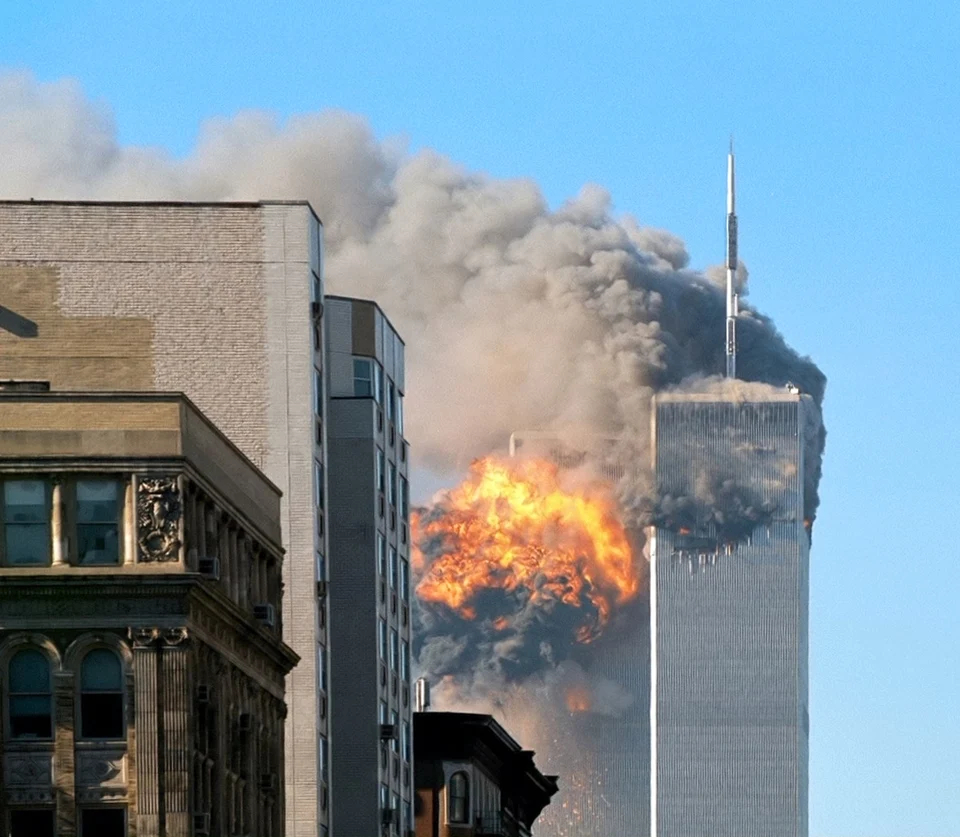
Aanslag op het World Trade Center

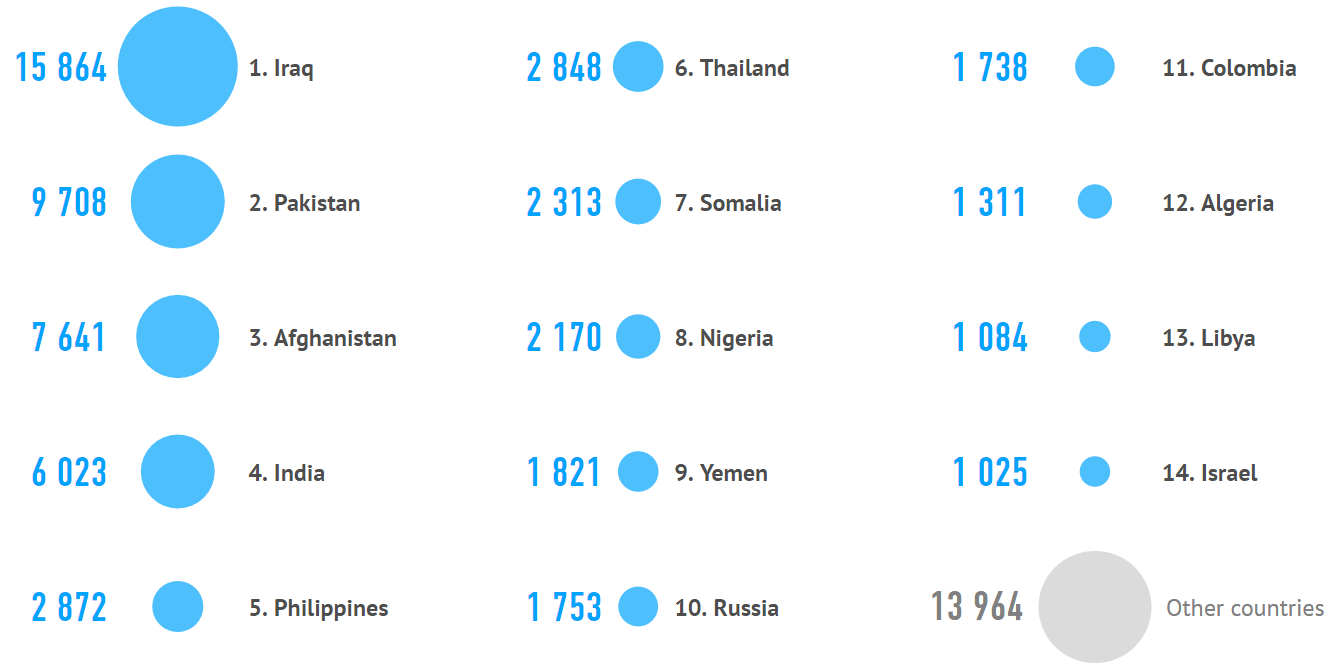
Aantal terroristische aanslagen 2000-2014 (top 10 van landen)

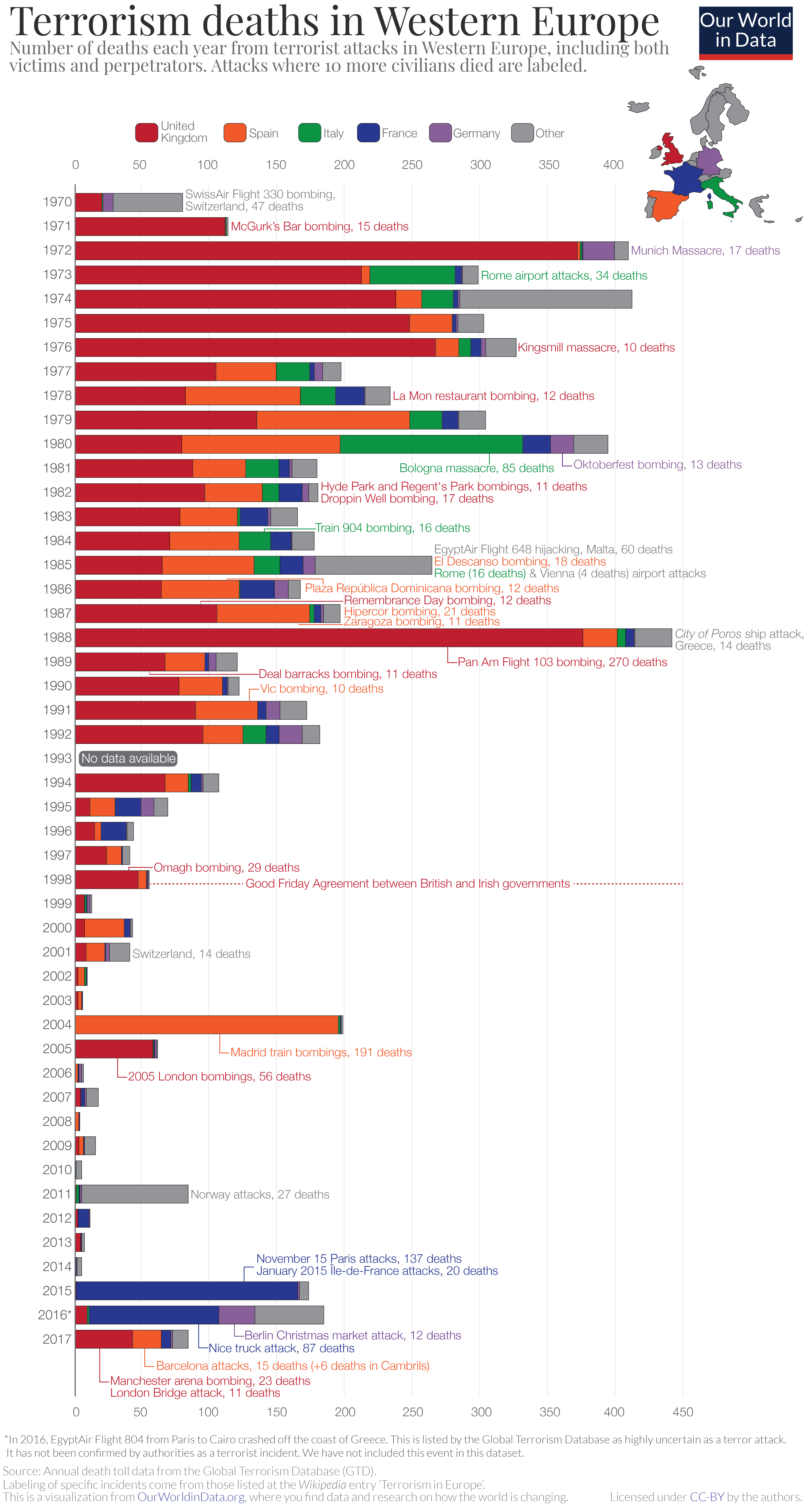
Aantal doden door terrorisme in West-Europa

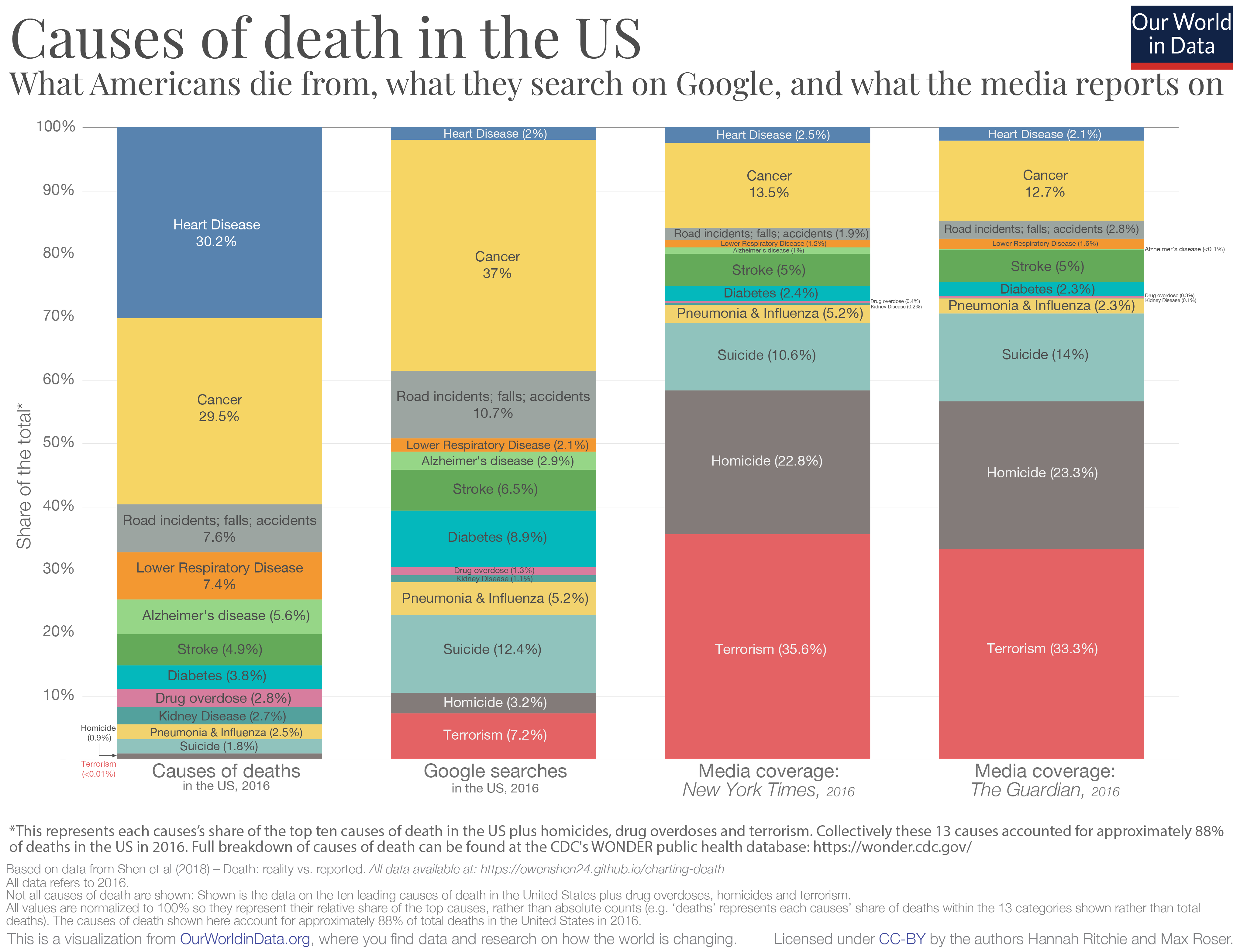
Doodsoorzaak versus media-aandacht in de VS. Het percentage media-aandacht voor terrorisme is veel groter dan het percentage doden veroorzaakt door terrorisme.

Terrorisme (van het Latijnse terror, paniek) is het zonder wettige grond plegen van ernstig geweld, of ernstige dreiging daarmee, met een politiek of religieus doel. In de meeste opvattingen over wat terrorisme is, moet het om illegaal geweld gaan, doorgaans gekoppeld aan burgers als slachtoffers.

## Definities van terrorisme
Er zijn veel definities in omloop die terrorisme vanuit verschillende perspectieven belichten.
- Een oudere definitie komt uit de 24e druk van het Verklarend handwoordenboek der Nederlandse taal (1956): 'Het gedwee maken of demoraliseren van een regering of bevolking door daden van terreur'. Waarbij 'terreur' volgens hetzelfde handwoordenboek gelijkstaat aan 'schrikbewind'.
- Van Dale XIV (2005) definieert terrorisme als: (het plegen van) gewelddaden (individuele of collectieve aanslagen, gijzelingen, verwoestingen) ter demoralisering van de bevolking om een politiek doel te bereiken.
- In het Nederlandse Wetboek van Strafrecht geeft artikel 83 de definitie van een terroristisch misdrijf waaronder wordt verstaan elk van de misdrijven die aldaar zijn opgenomen. Kenmerkend voor deze misdrijven is het “terroristisch oogmerk”. Dat oogmerk wordt in artikel 83a Sr gedefinieerd als “het oogmerk om de bevolking of een deel der bevolking van een land vrees aan te jagen dan wel een overheid of internationale organisatie te dwingen iets te doen, niet te doen of te dulden, dan wel de politieke, constitutionele, economische of sociale structuren van een land, of een internationale organisatie ernstig te ontwrichten of te vernietigen” Bij diverse misdrijven geldt in geval van een terroristisch oogmerk een hogere maximumstraf.
- De Nederlandse Algemene Inlichtingen- en Veiligheidsdienst (AIVD) omschrijft terrorisme als: Terrorisme is het plegen van of dreigen met op mensenlevens gericht geweld, met als doel maatschappelijke veranderingen te bewerkstelligen of politieke besluitvorming te beïnvloeden. In de definitie van de AIVD staat dat het geweld op mensenlevens gericht moet zijn om terrorisme te kunnen onderscheiden van 'politiek gewelddadig activisme' waarbij het gebruikte geweld niet doelbewust tegen mensenlevens is gericht of nadrukkelijk incalculeert dat bij acties mensenlevens te betreuren zullen zijn. Dit is een onderscheid dat niet altijd wordt gemaakt.
- De Nationaal coördinator terrorismebestrijding en veiligheid (NCTV) omschreef terrorisme als: "Terrorisme is het uit ideologische motieven dreigen met, voorbereiden of plegen van op mensen gericht ernstig geweld, dan wel daden gericht op het aanrichten van maatschappij-ontwrichtende zaakschade, met als doel maatschappelijke veranderingen te bewerkstelligen, de bevolking ernstige vrees aan te jagen of politieke besluitvorming te beïnvloeden." Anders dan de AIVD spreekt de NCTV dus van ideologische motieven en hoeft het geweld niet per se op mensenlevens gericht te zijn, 'maatschappij-ontwrichtende schade' is ook terrorisme, aldus de NCTV.[1]
- Een commissie van de Verenigde Naties definieerde terrorisme als: "Het onrechtmatig en intentioneel veroorzaken van dood of lichamelijke verwondingen of ernstige schade aan eigendom wanneer het doel van het gedrag, door zijn aard of context, het intimideren van een bevolking is, of het dwingen van een overheid of een internationale organisatie om bepaalde handelingen te stellen of ervan af te zien." Problemen zijn evenwel gerezen over de toepasselijkheid van deze definitie op de militaire troepen van een Staat en op bevrijdingsbewegingen. Daarom is deze definitie niet door alle landen geaccepteerd en de onenigheid hierover draagt in hoge mate bij aan het feit dat er tot op heden geen antiterrorisme-verdrag is gesloten.

## Doel van terrorisme

Aandeel dat bezorgd is over terrorisme versus het aandeel doden door terrorisme

Het doel is politieke veranderingen af te dwingen door middel van gewelddadige acties die het maatschappelijk leven ontwrichten. Deze kunnen bestaan uit het zaaien van angst - soms met zeer gewelddadige acties - om zo politieke stabiliteit te ondergraven. Doelen kunnen onder andere zijn:
- onafhankelijkheid van een volk op zijn grondgebied binnen een staat;
- verzet tegen bestaande maatschappelijke en/of politieke en/of religieuze structuren;
- handhaving van de macht van een bepaalde organisatie of ondergrondse beweging binnen een staat.

## Soorten terrorisme

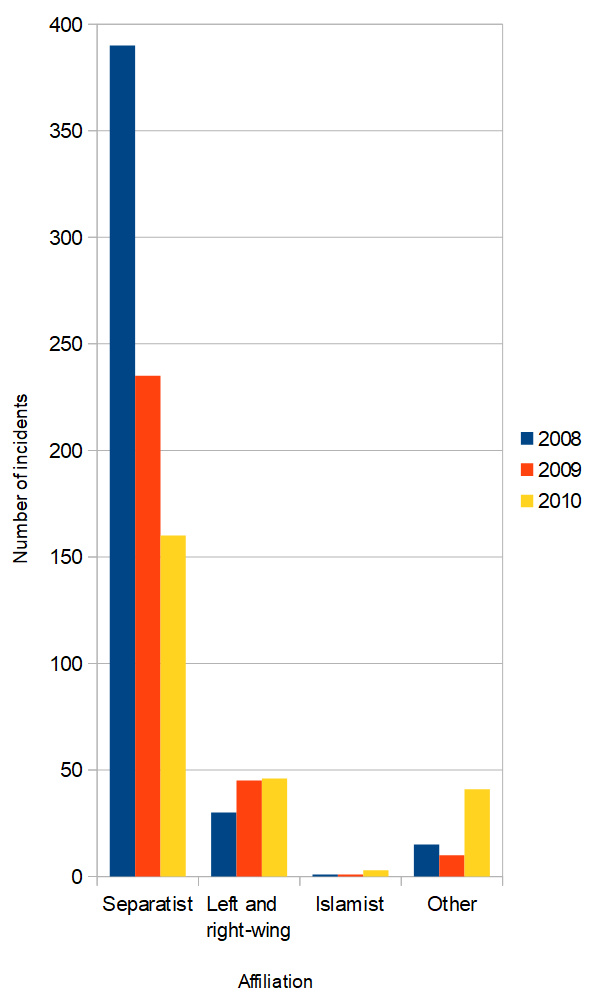
Aantal mislukte, verijdelde of succesvolle terroristische aanslagen per jaar en type binnen de Europese Unie. Bron: Europol.

### Anarchistisch terrorisme
Anarchistisch terrorisme kwam meer voor tussen 1870 en de jaren twintig dan tegenwoordig. Een aantal staatshoofden werd vermoord, onder wie de president van Frankrijk Marie François Sadi Carnot (24 juni 1894), koning Umberto I van Italië (29 juli 1900) en de president van de Verenigde Staten William McKinley (14 september 1901). De rechtvaardiging voor anarchistisch terrorisme was dat de daden anarchistische ideeën bekend zouden maken. Er zijn echter ook veel terroristen en criminelen die zichzelf "anarchist" noemen maar die weinig gemeen hebben met filosofische anarchisten. Tot de moderne anarchistische terroristen behoren onder andere de Duitse Revolutionaire Cellen en de Canadese Squamish Five. Geen van beiden noemde zichzelf trouwens anarchistisch. Een aantal anarchisten neemt deel aan de meer gewelddadige delen van demonstraties, zoals de antiglobalisme-protesten vanaf de jaren negentig. Een groot gedeelte van de anarchistische beweging is echter tegen het gebruik van geweld en terrorisme, en pleit voor pacifisme.

### Mantelorganisaties
Met mantelorganisaties (Engels: front organisations) worden organisaties bedoeld die financiën inzamelen voor een terroristische organisatie.
- Al Barakaat, een groep die verantwoordelijk wordt gehouden voor financiering voor Al Qaida
- Benevolence International Foundation, een liefdadigheidsinstelling die door de VS beschuldigd wordt van het steunen van terroristische activiteiten, waaronder die van Al Qaida
- Global Relief Foundation, beschuldigd van het steunen van islamitische terroristen
- Holy Land Foundation for Relief and Development, een liefdadigheidsorganisatie die beschuldigd wordt van het financieren van Hamas.
- Konsojaya Trading Company, beschuldigd van het financieren van aanslagen van Jemaah Islamiyah en Al Qaida in Zuidoost-Azië.

### Terrorisme door extreemlinkse organisaties
Extreemlinkse terroristen willen het kapitalisme ondermijnen of vernietigen om het te vervangen door een communistische of socialistische regeringsvorm.
Voorbeelden van socialistisch georiënteerde terroristische groeperingen:
- Brigate Rosse (Rode Brigades) (Italië)
- Cellules Communistes Combattantes (België)
- Communistische Liga 23 September (Mexico)
- Euskadi Ta Askatasuna (ETA), (Spanje)
- Japanse Rode Leger (Japan)
- Rote Armee Fraktion (Duitsland)
- Weather Underground (Verenigde Staten)
- New People's Army (Filipijnen)
- Lichtend Pad (Peru)
- Action Directe (Frankrijk)
- Tupamaros (Uruguay)

### Terrorisme door extreemrechtse organisaties
In de jaren 60 in Frankrijk pleegden tegenstanders van president Charles de Gaulle onder de naam OAS (Organisation de l'Armée Secrète) vele bomaanslagen, vooral in Parijs, om afscheiding van Algerije te voorkomen, onder aanvoering van de Franse ex-generaal Salan. De OAS pleegde in anderhalf jaar ruim 1000 aanslagen en daarbij kwamen tussen de 3000 en 12.500 mensen om het leven. De OAS had haar historische wortels deels in de Cagoule.
In Zuid-Afrika is de Boeremag actief die volgens de regering wordt beschouwd als een rechts terreurnetwerk die verantwoordelijk was voor de aanslag in Soweto in 2002.
'Neofascistische' terroristen streven naar het afschaffen van liberale democratische regeringen om autoritaire regimes te installeren. Ze vallen vaak immigranten aan, zijn racistisch (b.v. antisemitisch), anti-islamitisch, xenofoob (irrationele angst voor of haat tegen vreemdelingen).
Gedurende de jaren tachtig was er in Latijns-Amerika sprake van fascistisch georiënteerde doodseskaders.
Rechts-extremistische Israëlische groepen Kach en Kahane Chai  in Israël en in de nederzettingen op de Westelijke Jordaanoever. Een religieus zionistische modern-orthodoxe terroristische groep, opgericht in 1971 met als doel de Palestijnen te verdrijven en het grondgebied van de Palestijnse gebieden in bezit te nemen. Verantwoordelijk voor het Bloedbad van Hebron (1994). Evenals de militante Joods religieus-nationalistische groep Hilltop Youth (Noar haGvaot). Hierbij wordt gebruikgemaakt van intimidatie, geweld, moorden en bomaanslagen.

### Individueel terrorisme
Er bestaat ook terrorisme dat door eenlingen, die wel als lone wolf worden aangeduid, gepleegd wordt zonder dat daar een grotere organisatie achter staat. 
Met name in de Verenigde Staten zijn er zich libertariër noemende terroristen die de staat willen afschaffen en tegen elke vorm van overheid zijn. De bekendste exponent van deze terroristen is Timothy McVeigh, die verantwoordelijk was voor de bomaanslag op een overheidsgebouw in Oklahoma City.
Nog een bekende individuele terrorist is Theodore Kaczynski, bekend als de unabomber, die het voorzien had op wetenschappers die zich met kunstmatige intelligentie bezighielden. Hij was bang dat in de toekomst onvermijdelijk de mensheid uitgeroeid wordt door een bovenmenselijke intelligentie als die eventueel door deze geleerden in het leven wordt geroepen. Zie voor dergelijk gedachtegoed verder bij de technologische singulariteit.
In juli 2011 pleegde de Noor Anders Breivik in zijn land twee aanslagen: eerst liet hij een autobom ontploffen bij een regeringsgebouw in Oslo, waarbij 8 doden vielen. Daarna begaf hij zich naar het eilandje Utøya, waar hij 69 deelnemers aan een jeugdkamp van de Noorse Arbeiderspartij doodschoot.

### Separatistisch terrorisme
Sommige onafhankelijkheidsstrijders zijn ook als terroristisch aan te merken, en hun doel is meestal een eigen staat voor hun bevolkingsgroep te creëren. Ze trachten de overheersende macht te verslaan of te demoraliseren en aandacht te trekken voor hun "nationale bevrijding". Separatistisch terrorisme was in 2010 in de Europese Unie verantwoordelijk voor het merendeel van de terroristische aanslagen. Met name de ETA was verantwoordelijk voor deze aanslagen.
Zij verschillen van terroristen pur sang of anarchistische terroristen doordat hun doel vaak niet gericht is op het omverwerpen van een systeem of samenleving, en vaak ook al gedurende langere tijd vruchteloos met legitieme middelen nagestreefd is. Niet zelden beantwoordt de staat waartegen dergelijke strijders zich verzetten hun acties met repressie of zelfs staatsterrorisme.
Voorbeelden met het gebied dat waar om gestreden werd of wordt:
- Armenian Secret Army for the Liberation of Armenia (ASALA), voor Armenië
- Euskadi Ta Askatasuna, (ETA) voor een onafhankelijk Baskenland (opgeheven in 2018)
- Corsica Nazione voor een onafhankelijk Corsica
- Eritrea People Liberation Front (EPLF), voor Eritrea
- Front de Libération du Québec (FLQ), voor een onafhankelijk Quebec
- Irish Republican Army (IRA), voor een onafhankelijk Noord-Ierland / aansluiting bij Ierland
- Bevrijdingsleger van Kosovo in Servië (UÇK), voor onafhankelijkheid van Kosovo
- Maumau, de beweging voor de onafhankelijkheid van Kenia, geleid door de latere president Jomo Kenyatta
- OAS, Franse terreurbeweging tegen afscheiding van Algerije, grootste van Europa
- Palestine Liberation Front (PLF) voor een onafhankelijk Palestina
- Tamiltijgers, voor een onafhankelijk Tamil thuisland in het noordoosten van Sri Lanka
- Volksfront voor de Bevrijding van Palestina (PFLP), voor een onafhankelijk Palestina

### Religieus terrorisme
Religieuze terroristen gebruiken terreur om te streven naar doelen die zij vanuit hun religie als opdracht beschouwen.

#### Christelijke oriëntatie
Christelijk georiënteerd:
- Army of God, Verenigde Staten
- Verzetsleger van de Heer, Oeganda
- The Order, Verenigde Staten
- Ku Klux Klan, Verenigde Staten

#### Hindoeïstische oriëntatie
Hindoeïstisch georiënteerd:
- Ananda Marga, Australië, India, Noorwegen, Thailand

#### Islamitische oriëntatie
Islamitisch georiënteerde organisaties zorgen wereldwijd voor veel terroristische aanslagen. Het National Counterterrorism Center (Verenigde Staten) zegt in haar jaarverslag NCTC Report on Terrorism 2011 dat ongeveer 70% van alle terroristische moorden van dat jaar wereldwijd wordt gepleegd door soennitische moslims. 
Het rapport stelt: Soennitische extremisten zijn voor het derde achtereenvolgende jaar verantwoordelijk voor het grootste aantal terroristische aanslagen en ongelukken. Meer dan 5700 incidenten komen op rekening van Soennitische extremisten. Het gaat om 56% van het aantal aanvallen en 70% van het aantal doden. Voorbeelden van islamitisch georiënteerde organisaties zijn:
- Al Qaida, wereldwijd
- Islamitische Staat (in Irak en de Levant) (ISIS, ISIL, IS), Syrië, Irak
- Groupe Salafiste pour la Prédication et le Combat, Algerije
- Groupe Islamique Armé (GIA), Algerije
- Groupe Islamique Combattant Marocain (GICM), België, Nederland en Spanje
- Islamitische Beweging van Centraal-Azië, Centraal-Azië
- Egyptische Islamitische Jihad (EIJ), Egypte
- Gama'a al-Islamiyya, Egypte
- Takfir wal Hijra, Egypte, Europa, Midden-Oosten
- Abu Sayyaf, Filipijnen
- Moro Islamic Liberation Front, Filipijnen
- Jemaah Islamiyah (JI), Indonesië (en omstreken)
- Ansar al-Islam (AAI), Irak
- Asbat al-Ansar, Libanon
- Hezbollah, Libanon (door onder ander Israël, de VS, Canada en de EU als terroristisch beschouwd)
- Libische Islamitische Gevechtsgroep of Al-Jama'a al-Islamiyyah al-Muqatilah bi-Libya, Libië
- Ansar Dine, Mali
- Al Qaida in de Islamitische Maghreb (AQIM), Mali
- Boko Haram, Nigeria
- Ansaru, Nigeria
- Islamitische Beweging van Oezbekistan, Oezbekistan
- Hamas, Palestijns
- Islamitische Jihad (PIJ), Palestijns
- Harakat ul-Mujahidin (HUM), Pakistan
- Al-Shabaab, Somalië
- Gerakan Mujahideeën Islam Pattani (GIMP), Thailand
- Revolutionair Nationaal Front of Barisan Revelusi Nasional (BRN), Thailand
- Great Eastern Islamic Raiders' Front (IBDA-C), Turkije

#### Joodse oriëntatie
Joods georiënteerd:
- Gush Emunim Underground, Israël
- Irgoen/Etsel, Israël
- Jewish Defense League, Verenigde Staten
- Kach en Kahane Chai, Israël
- Lechi, Israël
- Noar haGvaot (Hilltop Youth), Israël

#### Overige religieuze oriëntatie
- Aum Shinrikyo, Japan

### Staatsterrorisme

#### Definitie
Staatsterrorisme is een daad die wordt beschouwd als terreur en wordt uitgevoerd, gedoogd of gesteund door een staat. Zoals terrorisme in het algemeen, gaat het over moedwillige aanvallen op burgers, met als doel het bereiken van een politiek of religieus doel.
Zoals het gebruik van het woord 'terrorisme' al controversieel is, is het woord 'staatsterrorisme' nog controversiëler. Dit komt doordat de meeste staten een geweldsmonopolie claimen. Een monopolie op deze claim is een vereiste voor effectief overheidsgezag. Staatsgezag, in de politicologische definitie, gaat ervan uit dat de geweldsuitoefening door de staat legitiem uitgeoefend wordt. Dit betekent voorzien van een wettelijke basis en proportioneel.
Schieten op vreedzame demonstranten kan een legale basis hebben in wetten zoals het beschermen van de openbare orde of voorkoming van oproer. Echter, het gebruik van vuurwapens op ongewapende burgers is dan buitenproportioneel. Een waterkanon kan hetzelfde effect bereiken met minder geweld.
Aangezien statelijk geweld een basis heeft in het recht van de staat is staatsterrorisme een zeer moeilijk begrip. Gijzeling, kidnapping en `rendition` gaat over hetzelfde feitencomplex. Het een is strafbaar, het ander gebeurt op basis van staatsbevoegdheden.
Staatsterrorisme is een vorm van totalitarisme uitgeoefend door de staat.
Met haar boek uit 1951, The Origins of Totalitarianism, gaf Hannah Arendt dit woord zijn hedendaagse betekenis. De voornaamste theorie van het totalitarisme werd echter die van C. J. Friedrich en Z. Brzezinski, die zes criteria voor totalitaire stelsels noemden:
- de aanwezigheid van één staatsideologie, waarin het gehele volk dient te geloven;
- een eenpartijstaat, vooral indien geleid door één persoon;
- een geheime politie met verregaande bevoegdheden;
- een staatsmonopolie op de communicatiemiddelen;
- een geweldsmonopolie in handen van de staat;
- staatscontrole over de economie.

#### Wereldwijd
De volgende landen werden of worden regelmatig van staatsterrorisme beschuldigd: Algerije, België, Birma, Cambodja, China, Cuba, Egypte, Ethiopië, Frankrijk, India, Iran, Irak, Israël, Italië, Libië, Mexico, Noord-Korea, Oeganda, Pakistan, Rwanda, Saoedi-Arabië, Soedan, Sovjet-Unie/Rusland, Spanje, Sri Lanka, Syrië, Turkije, het Verenigd Koninkrijk, de Verenigde Staten, Vietnam, Zimbabwe en Zuid-Afrika.

##### Libië
Een van de weinige landen die veroordeeld zijn voor terrorisme, is Libië, dat verantwoordelijk werd gehouden voor de aanslag op Pan Am-vlucht 103 boven het Schotse dorpje Lockerbie.

##### Frankrijk
Een ander bekend voorbeeld is Frankrijk, wiens geheim agenten op 10 juli 1985 het schip Rainbow Warrior van Greenpeace in Nieuw-Zeeland opbliezen, om zo te voorkomen dat het schip actie tegen kernproeven in de Grote Oceaan kon gaan voeren.

##### België
België heeft, in samenwerking met de NAVO en CIA, in de jaren 50 Operatie Gladio in het leven geroepen. Onderzoeken lopen jaren na de feiten nog steeds met vertraging.
Toen Leopold II van Saksen-Coburg in de 19de eeuw staatshoofd was van de Kongo-Vrijstaat werd zijn bewind gekenmerkt door dwangarbeid, ontvoeringen, martelen, verkrachtingen, onthoofdingen en het afhakken van handen.
Dit gebeurde echter voordat Congo een Belgische kolonie werd. Moorden en dwangarbeid kwamen ook voor in de Britse en Franse kolonies in Afrika.
In het Belgisch Strafwetboek wordt 'een terroristisch misdrijf' uitgelegd als 'misdrijven bepaald paragrafen 2 en 3 (o.a. gijzelneming, ontvoering, kapen van vliegtuigen) dat door zijn aard of context een land of een internationale organisatie ernstig kan schaden en opzettelijk gepleegd is (...) om een bevolking ernstige vrees aan te jagen of om de overheid of internationale organisatie (...) te dwingen tot het verrichten of het zich onthouden van een handeling, of om de politieke, constitutionele, economische of sociale basisstructuren van een land of internationale organisatie ernstig te ontwrichten of te vernietigen.'

##### Soedan
Soedan maakt zich sinds de jaren 60 en 70 schuldig aan georganiseerd terrorisme jegens de christelijke en animistische minderheden in het land die overwegend in de zuidelijke provincies wonen. Pas recentelijk is er aandacht ontstaan voor het staatsterrorisme van Soedan, doordat in de media aandacht is besteed aan de terroristische en genocidaire bedreigingen tegen de zwart-Afrikaanse inwoners van de regio Darfoer door de Soedanese overheid moreel en financieel ondersteunde Arabische milities en rovers.

##### Verenigde Staten
De VS zijn in de jaren tachtig door het Internationaal Gerechtshof veroordeeld voor het "onrechtmatig gebruik van geweld" bij het steunen van de contra's in Nicaragua. Volgens onder andere Noam Chomsky komt dit neer op een veroordeling voor staatsterrorisme.
In Michael Moore's documentaire Bowling for Columbine wordt een lijst van 16 vermeende Amerikaanse terroristische activiteiten genoemd. Van 1953, met de door de VS opgezette val van de Iraanse premier Mossadegh en de installatie van de Sjah als dictator, tot 2001, wanneer de VS nog 245 miljoen dollar steun geven aan het door de Taliban bestuurde Afghanistan.
Cathy O'Brien werd reeds tientallen keren geïnterviewd en schreef over geheime (brainwash) operaties en tests op burgers in de Verenigde Staten. Ze zou een van de vele miskende slachtoffers van staatsterrorisme zijn sinds de Tweede Wereldoorlog.
Tijdens de periode na 11 september zijn er tegen de VS bewijzen van foltering en andere mensonterende praktijken opgedoken. Duizenden onschuldigen werden zonder enige vorm van wettelijk proces opgesloten en mishandeld in Abu Ghraib en Guantanamo. Vele slachtoffers van deze praktijken konden na vele jaren opsluiting niet meer terugkeren naar hun thuisland. Bij de opzet van geheime gevangenissen en het heimelijk verplaatsen van vermeende terroristen, werden de Amerikaanse veiligheidsdiensten bijgestaan door enkele Europese landen.

## Standpunten over terrorisme
Terrorisme is per definitie niet geld-gerelateerd, met dien verstande dat men zichzelf niet wil verrijken. Is dit wel het geval dan is het de bedoeling om het geld voor terroristische doeleinden te gebruiken.
De slachtoffers van terreuraanslagen zijn vaak burgers. Soms zijn het ook militairen die niet bij directe oorlogshandelingen betrokken zijn, bijvoorbeeld vredeshandhavers van de VN, maar het doelwit kan ook een politiek, economisch of religieus (machts)symbool zijn. Men zou dus kunnen stellen dat terrorisme een oorlogsvoering is, specifiek gericht op burgers of het ontwrichten van een maatschappij.
Een ‘terrorist’ wordt geassocieerd met misdaad en wordt daarmee als ideale oorlogspropaganda gebruikt. Ook wordt het wel gebruikt als scheldwoord voor een tegenstander. Maar wie de terrorist is, kan met de dag veranderen. Ook Nelson Mandela werd ooit zo genoemd.
Terreuracties vinden meestal plaats in een situatie die door de plegers van de actie als oorlog wordt gezien. Een vaak gehanteerd criterium bij de definitie is de mate waarbij door het geweld opzettelijk burgers worden geraakt. Maar het bewust in de as leggen van hele steden van de tegenstander tijdens de Tweede Wereldoorlog (Rotterdam, Coventry, Hamburg, Dresden, Tokio, Hiroshima, Nagasaki) toont aan dat ook deze definitie niet altijd uitsluitsel brengt. Hoewel hierbij tienduizenden burgers omkwamen, worden deze acties niet door iedereen als terrorisme zonder meer beschouwd.
Een probleem bij het gebruik van de term 'terrorisme' ontstaat vaak bij politieke vrijheidsstrijd. Het hangt ook af of het in oorlogstijd of vredestijd plaatsvindt en wie de definitie stelt. Acties tegen militaire bezetters in oorlogssituaties, zoals bijvoorbeeld in de Tweede Wereldoorlog gelden over het algemeen niet als terrorisme, -hoewel zij voldoen aan alle punten van de bovenstaande definities- maar als gerechtvaardigde verzetsdaden. Daarentegen beschouwden de nazi's dit als terrorisme.
Terroristische daden worden meestal door niet-bestuurlijke organisaties gepleegd, hoewel deze organisaties soms wel van erkende staten steun ontvangen en bij het bereiken van hun doel soms zelf een staat gaan vormen. Daarnaast is er het probleem van 'staatsterrorisme': terreurdaden gepleegd door een staat.
Meningen over terrorisme kunnen in de tijd wisselen. Toen de Taliban geweld tegen de door de Sovjet-Unie gesteunde regering van Afghanistan pleegden, werd het vrijheidsstrijd genoemd; de Taliban werden toen met in de westerse pers aangeduid als studenten (hetgeen de letterlijke vertaling van het woord taliban is). Toen de Taliban dezelfde methoden van geweld en onderdrukking van de bevolking tegen een door de Amerikanen gesteunde regering pleegden, werd het als terrorisme aangeduid.
Volgens Noam Chomsky noemen regeringen, en dan met name de Verenigde Staten, alleen terroristische daden die tegen dat land of zijn bondgenoten zijn gepleegd terrorisme, en wanneer een daad tegen een vijand van het betreffende land is gepleegd noemt men het "vrijheidsstrijders" of iets dergelijks. Een voorbeeld hiervan is de UÇK. De UÇK was een guerrillaorganisatie die tegen Servië opereerde en door dat land als terroristisch werd aangeduid. Maar omdat Servië een vijand was van het westen werden ze door Westerse regeringen geen terroristen genoemd. Volgens Chomsky valt ook contraterrorisme vaak onder de noemer terrorisme.
De Joods-Britse historicus Walter Laqueur beweert echter dat terrorisme een fenomeen is dat moet onderzocht met meer aandacht voor de psychopathologische geestestoestand van de terroristische zelfmoordenaar.
De andersglobalistische theoretici Hardt en Negri zien terrorisme, en in het bijzonder zelfmoordterrorisme, als de logische reactie op de asymmetrische situatie in postmoderne oorlogvoering. Met name 'de bezetting van Palestina' en het optreden van de Verenigde Staten in diverse delen van de wereld gaat gepaard met een zodanige technologische overmacht dat terreur het enige middel zou zijn om hiertegen te strijden. Terreur brengt de wereldwijde oorlog die volgens Hardt en Negri gaande is naar het westen toe, en herinnert de westerse bevolking eraan dat die oorlog überhaupt gaande is. De minimalisering van het aantal westerse slachtoffers die door technologie mogelijk gemaakt wordt maakt dat deze oorlog voor het westen anders virtueel zou blijven. De zelfmoordterrorist beschrijven Hardt en Negri als een soort spiegelbeeld (gory doppelgänger) van de hoogtechnologische Amerikaanse elitesoldaat (denk aan straaljagerpiloten), voor wie de oorlog een denkoperatie is geworden, een zaak van beeldschermen en tactische beslissingen waar steeds minder lichamelijk gevecht aan te pas komt. De zelfmoordterrorist daarentegen zet het enige wapen in dat hem tegen een dergelijke vijand ter beschikking staat: zijn eigen lichaam en leven.

### Voorbeelden
- De grootste terreurbeweging van Europa, de OAS (Organisation de l'Armée Secrète), poogde met bomaanslagen en moorden op ambtenaren en burgers in Algerije en Frankrijk en ook (mislukte) aanslagen op president Charles de Gaulle de afscheiding van Algerije tegen te gaan; zij werd opgezet door hoge Franse militairen onder generaal Salan; van februari 1961 tot zomer 1962 maakte zij tussen de 3000 en 12.500 dodelijke slachtoffers; er werden 3600 leden veroordeeld waarvan drie gefusilleerd (plus een sympathisant die een mislukte aanslag op De Gaulle pleegde).
- Een voorbeeld van terrorisme zijn de acties van de Rote Armee Fraktion in de jaren zeventig in Duitsland, gericht op de destabilisatie van de Duitse maatschappij.
- Afscheidingsbewegingen als de ETA in het Spaanse Baskenland en de IRA in Noord-Ierland bedienden en bedienen zich regelmatig van grove terreuracties, meestal bomaanslagen.
- In het Zuid-Amerikaanse Colombia, wordt een deel van de bevolking door terreurdaden onder de duim gehouden van machtige drugskartels.
- In Indonesië zijn het fundamentalistische moslimgroeperingen als Jemaah Islamiyah en Laskar Jihad die terreuracties uitvoeren met als doel van dit land een islamitische republiek te maken. De acties richten zich zowel tegen groepen christenen en christelijke kerken als tegen symbolen van het 'verdorven Westen', zoals een discotheek op Bali.
- Leden van de bewegingen Hamas, Islamitische Jihad en Fatah plegen aanslagen op Israëlische burgers en soldaten. Deze bewegingen hebben als doel het beëindigen van de bezetting door Israël van de Westelijke Jordaanoever en de strook van Gaza en/of de vernietiging van de staat Israël ten gunste van een (islamitische) Palestijnse staat.
- Een voorbeeld van terrorisme door een staat zijn de Amerikaanse bemoeienissen in Nicaragua in de jaren tachtig.
- Tijdens het Brits Mandaatgebied Palestina waren zionistisch-Joodse paramilitaire organisaties Hagana, Etsel en Lechi,  actief voor het afdwingen van de vestiging van, het behoud en/of expansie ten bate van een eigen staat in Palestina door onder meer angst te zaaien bij en verdrijving van Palestijnen, bom- en terreuraanslagen en moorden op tegenstanders van zionisme. Deze groepen werden in 1948 opgenomen in het Israëlische defensieleger. Leiders van deze organisaties, onder anderen Menachem Begin, David Ben Goerion, Itzhak Ben-Zvi, werden na 1948 premier of president van Israël.
- Nelson Mandela werd ten tijde van de apartheid door de Zuid-Afrikaanse regering als terrorist beschouwd, maar hij wordt sinds het einde van de apartheidspolitiek alom geroemd als voorvechter van gelijkheid. De gijzelingsacties door Molukse ballingen en aanslagen door de Baskische onafhankelijkheidsbeweging ETA worden doorgaans wel als terrorisme beschouwd. Als gevolg van hun verschillende kijk op de strijd om de macht in Baskenland beschuldigen de ETA en de Spaanse overheid elkaar van (staats-)terrorisme. Aanslagen gepleegd door Palestijnse organisaties worden door Israël en westerse mogendheden als terreur beschouwd, maar veel Palestijnen zien ze als gerechtvaardigde verzetsacties tegen een bezettende mogendheid.[18] Extremistische moslims zien de aanslagen op het Amerikaanse leger in Irak ook als verzetsdaad.

## Financiering
Terreurgroepen kunnen gefinancierd worden door al dan niet legaal geldverkeer, onder meer door het smokkelen van cash of via internationaal betalingsverkeer zoals hawala, via malefide charitatieve organisaties, of door witwaspraktijken. Meer en meer voeren zij ook rechtstreeks illegale handel zoals smokkel van tabak en dergelijke, illegale handel in mineralen, mensensmokkel en prostitutie, waardoor het onderscheid tussen terreurgroepen en georganiseerde misdaad vervaagt. Enkele voorbeelden: 
- Colombia: de verzetsbeweging FARC raakte in de jaren tachtig betrokken bij de illegale drugshandel.
- Mozambique: rebellen van de Ahlu Sunnah Wa-Jama dreven tijdens de rebellie van 2020-2021 handel in de grondstoffen van de regio, zoals hardhout en robijnen. Deze smokkel stond in verbinding met netwerken elders in Oost-Afrika.[20]

## Strijd tegen terrorisme
Na de terroristische aanslagen op 11 september 2001 met 3000 dodelijke slachtoffers op één dag riep de Amerikaanse president George W. Bush de zogenaamde en omstreden 'strijd tegen terrorisme' uit. De VS kregen hiervoor enige steun van de NAVO, die de aanslagen beschouwde als een aanval op een van haar lidstaten. Een probleem in het oorlogsrecht is dat er feitelijk alleen de oorlog verklaard kan worden aan staten, en niet aan terroristische of andere groepen.
Kort hierna begon de VS de Oorlog in Afghanistan, met hulp van enkele andere landen, met als doel de Taliban, die eerder steun van de VS kregen maar die nu onderdak gaven aan strijders van Al Qaida, te verslaan (wat al eerder het Russische leger niet gelukt was). Deze oorlog duurt anno 2012 nog voort, met onder andere inzet van Nederlandse militairen. Sinds 2006 liep er een politiek debat of dit op aanvaardbare en legale gronden geschiedt. Dit debat heeft in februari 2010 geleid tot de val van het Nederlandse kabinet met als resultaat dat de Nederlandse militairen in de zomer van 2010 terugkeerden naar huis.
In maart 2003 werd na omstreden beschuldigingen aan het adres van dictator Saddam Hoessein de Irakoorlog gestart. Naast deze twee oorlogen werden ook diverse bestuurlijke maatregelen genomen. In de VS werd onder andere de Patriot Act ingevoerd die privacy aan banden legde, kwam er een nieuw ministerie, het Department of Homeland Security, en werd op Guantánamo Bay een beruchte gevangenis gesticht voor terrorismeverdachten. Er bestaat grote twijfel of deze gevangenis legaal is.
In de Europese Unie leidde de situatie ook tot strengere maatregelen en privacybeperkingen, maar niet in even ernstige mate als in de VS.

## Terrorisme in België

### 1980
In de jaren tachtig werd België opgeschrikt door aanslagen van de Bende van Nijvel en de Cellules Communistes Combattantes. De moord op Julien Lahaut in de jaren vijftig en vorige punten worden regelmatig in verband gebracht met Operatie Gladio.
Operatie Gladio, een 'stay behind'-netwerk gesponsord door de NAVO en CIA, zou ook in verbinding staan en samenwerken met fascistische groeperingen, ECHELON-afluisterstations, de maffia en het Vaticaan bij het plegen van onder andere commerciële spionage en (staats)terreur.

### 2001
Nizar Trabelsi werd in september 2001 opgepakt te Brussel op verdenking van betrokkenheid bij en het plannen van aanslagen op de militaire basis van Kleine-Brogel en de Amerikaanse ambassade in Parijs.

#### Groupe Islamique Combattant Marocain
De Groupe Islamique Combattant Marocain (GICM) is ook actief in België.
In september 2006 verschenen enkele Belgische GICM-verdachten voor de correctionele rechtbank. Onder hen Abdelkader Hakimi, die gezien wordt als een van de chefs van de GICM in Europa en die in Marokko reeds ter dood veroordeeld werd. Lahoussine El Haski en Abdelkader Hakimi werden veroordeeld tot 7 jaar effectieve celstraf voor leiderschap van een terroristische groepering. Een derde verdachte, Mustapha Lounani, werd veroordeeld tot 6 jaar celstraf. Tien andere betrokkenen kregen lichtere straffen.
België werd/wordt voornamelijk door de GICM gebruikt als onderduikzone. Het is aan de Groupe Islamique Combattant Marocain dat de aanslagen in Casablanca (16 mei 2003) en Madrid (11 maart 2004) toebedeeld worden. De GICM zou contacten onderhouden met de Hofstadgroep.

### 2014
Op 24 mei 2014 vond een schietpartij plaats in het Joods Museum te Brussel. Hierbij kwamen vier mensen om. Een Syriëganger uit Frankrijk staat terecht voor de aanslag.

### 2016
Op 22 maart 2016 vonden op de Luchthaven van Zaventem en in het metrostation van Maalbeek in Brussel zelfmoordaanslagen plaats met spijkerbommen. Hierbij vielen zeker 35 doden (exclusief 3 zelfmoordterroristen) en 151 gewonden. De aanslagen werden later opgeëist door Islamitische Staat.

## Terrorisme in Nederland
- In Nederland vielen sinds 1950 ongeveer 30 dodelijke slachtoffers bij 70 terroristische acties, bovendien stierven ongeveer 8 daders.
- In de jaren zeventig bezetten de Molukkers een aantal openbare gebouwen en twee treinstellen. Zij doodden 9 slachtoffers en namen ongeveer 300 mensen in gijzeling, onder meer bij 2 treinkapingen, een gijzeling van een basisschool en van het provinciehuis in Assen.
- Ook de IRA en de ETA hebben enkele dodelijke aanslagen in Nederland gepleegd.
- Tussen 1984 en 1993 pleegden RaRa-leden ongeveer 12 aanslagen (zonder doden).
- De moord op Theo van Gogh in 2004, gepleegd door Mohammed Bouyeri schuurt dicht tegen een terroristische daad aan. Deze extreem brute moord wordt net als bij Pim Fortuyn gezien als een politieke moord.
- De Hofstadgroep, een netwerk van 14 jonge, Nederlandse, extremistische moslims, is door de rechtbank bestempeld als een 'criminele organisatie met een terroristisch oogmerk'. In hoger beroep stelde het hof echter dat er van een organisatie, en dus ook van een terroristische organisatie, geen sprake was.
- Samir Azzouz is verdachte in de Piranhazaak, een zaak die in het najaar van 2006 werd behandeld door de rechtbank.

Op 16 en 17 juni 2009 vond in Den Haag de 5e Internationale Conferentie plaats van het Global Initiative to Combat Nuclear Terrorism, waaraan door ruim 400 afgevaardigden uit 75 landen werd deelgenomen.